# Бистра-Сідзіна (гміна)
Гміна Бистра-Сідзіна (пол. Gmina Bystra-Sidzina) — сільська гміна у південній Польщі. Належить до Суського повіту Малопольського воєводства.
Станом на 31 грудня 2011 у гміні проживало 6746 осіб.

## Площа
Згідно з даними за 2007 рік площа гміни становила 80.43 км², у тому числі:
- орні землі: 40.00%
- ліси: 55.00%

Таким чином, площа гміни становить 11.73% площі повіту.

## Населення
Станом на 31 грудня 2011:
| Опис     | Загалом | Загалом | Чоловіки | Чоловіки | Жінки | Жінки |
| -------- | ------- | ------- | -------- | -------- | ----- | ----- |
| одиниця  | осіб    | %       | осіб     | %        | осіб  | %     |
| все      | 6746    | 100     | 3406     | 50.49    | 3340  | 49.51 |
| міське   | 0       | 100     | 0        |          | 0     |       |
| сільське | 6746    | 100     | 3406     | 50.49    | 3340  | 49.51 |

## Сусідні гміни
Гміна Бистра-Сідзіна межує з такими гмінами: Завоя, Йорданув, Йорданув, Ліпниця-Велька, Макув-Подгалянський, Спитковіце.